# 標題音楽
標題音楽（ひょうだいおんがく、英語: program music, ドイツ語: Programmmusik）とは、音楽以外の想念や心象風景を聴き手に喚起させることを意図して、情景やイメージ、気分や雰囲気といったものを描写した器楽曲のことをいう。対義語の「絶対音楽」は、音楽外の世界を特に参照せずとも鑑賞できるように作曲された音楽作品（またはそのような意図で創られた楽曲）のことをいう。
標題音楽という語は、リストが書いた論文「ベルリオーズの『イタリアのハロルド』」中で定義されたものであるが、この語はほとんど専ら19世紀の欧米のロマン派音楽について使われている。この概念はそのころ開花したからである。ただし標題音楽の歴史は深く、19世紀の作品群はそのごく一部に過ぎない。また標題音楽という概念は、純粋な器楽曲の用語とするのが通例であり、歌劇や歌曲のような声楽作品に使うことは滅多にない。もっとも、例外もある。たとえば「シューベルトの歌曲におけるピアノや、ワーグナー以降の楽劇におけるオーケストラは、しばしば標題音楽的な重い役割を担っている」といった表現がまったく出来ないわけではない。それにクレマン・ジャヌカンの『鳥の歌』のように、描写的・暗示的な声楽曲も存在する。
なお、「標題音楽の標題」と「音楽作品の表題」は、とかく混同しやすいが、この二つは峻別しなければならない。標題とは、単に題名であるだけでなく、楽曲の表現内容や物語的な展開を聴き手に対して誘導し、場合によっては聴き手の想像力に働きかける役割も果たしているからである。そして表題は作曲者自身でなくても付けられるのに対して、標題は作曲者の同意なしに他人が付けることはできない。この意味において、「標題」は「表題」に含まれうるが、その反対はあり得ないのである。

## 標題音楽の歴史

### ルネサンス音楽
ルネサンス時代にはかなりの量の標題音楽が創られており、たとえばイングランドのヴァイオル楽派やヴァージナル楽派にその典型を見ることができる。中でも有名なのは、ウィリアム・バードの『戦争』 (The Battell) やマーティン・ピーアソンの『落ち葉』(The Fall of the Leafe) といった鍵盤曲であろう。あまつさえバードは自作に、次のように描写的な一節さえ書き入れている。
| 「 | 兵士たちの召還、歩兵の行進、騎馬隊の進軍、喇叭の音。アイルランド人の行進、バグバイプと横笛、勝利への進撃。戦いに参加せよ。帰営太鼓。勝利のガリヤルド。 | 」 |

### バロック音楽
当時を代表する描写音楽の大家といえば、アントニオ・ヴィヴァルディを措いて他にない。わけてもヴァイオリン協奏曲『四季』は、標題となる（内容を示唆する）ソネットが作曲者自身によって用意されており、吠える犬や虫の羽音、遠雷と通り雨、寒風と氷上の足跡（寒さに耐えかね歯を食いしばる音）をさまざまな演奏技巧を凝らして描出することが譜面を通じて要求されている。ほかにもヴィヴァルディには、『海の嵐』『夜』といった楽曲がある。
フランスでは、16世紀のイギリスと同じく、特にクラヴサン楽派とヴィオール楽派の作品に標題的な傾向が見られ、中でもマラン・マレの『膀胱結石切開手術図』は、不安におののきながら手術台に上った患者が、やがて快癒するまでを描き出した興味深い作品である。フランソワ・クープランの作品は、人物の肖像や風物・情景、古典古代の神話や寓話を好んで名付けた当時の流行に従っているが、『ティク・トク・ショクまたはオリーブ搾り器』といったユーモラスな題名や、『神秘的なバリケード』のように謎めいた印象を与える題名も散見される。ジャン＝フェリ・ルベルは、バレエ音楽『四大元素』の導入部において、不協和音の激しい衝突を用いて混沌の中から元素が誕生するさまを表現しようと試みた。
ドイツおよびオーストリアでは、ヨハン・ヤーコプ・フローベルガーが『皇帝フェルディナント3世陛下の痛切の極みなる死に捧げる哀歌』『わが来たるべき死への瞑想』といった作品において、曲調が醸し出す情感や特徴的な音型によって描写音楽を試みている。その後の鍵盤楽曲では、ヨハン・クーナウが『聖書』のさまざまな場面を音楽的に解釈した『聖書ソナタ』や、ヨハン・ゼバスティアン・バッハが作曲したチェンバロのためのカプリッチョ『最愛の兄の旅立ちに』BWV.892 といった例が挙げられる。一方でドイツ語圏では、ヴァイオリン独奏曲においてこの分野が探究されており、ヨハン・ハインリヒ・シュメルツァーの『フェンシング指南』や『カッコウのソナタ』、ハインリヒ・ビーバーの『ロザリオのソナタ』や『描写的なソナタ』『戦闘』などが知られている。

### 古典派音楽
古典派音楽では、標題音楽が他の時期ほど目立っていない。この時期は、たぶんどの時期にもまして、音楽の内部からドラマを紡ぎ出す傾向が顕著で、とりわけソナタ形式で作曲された楽曲がそうだった。だからといって標題音楽的な思考がまったく皆無だったとは言えない。ハイドンは、自分の初期の交響曲について、具体的にどれであるとは名状しなかったものの、「神と罪びととの対話」と呼んだことがあり、ディッタースドルフは、オウィディウスの『変身物語』による一連の交響曲を作曲している。ベートーヴェンの『田園交響曲』は、まだ絶対音楽として聴くべき作品であり、音画よりもむしろ感情や情念の表現に比重が置かれているとはいえ、それでもなお情景を示唆するような題名が各楽章に添えられているうえ、第2楽章ではせせらぎや鳥の囀りが、第4楽章では突風と落雷が音楽で描写されるなど、新しい時代への窓口になっている。とりわけベルリオーズの『幻想交響曲』への影響は見落とせない。ベートーヴェンでは他に、支援者で親友のルドルフ大公との惜別と再会を表現した『「告別ソナタ」』が知られるが、同類の標題的なピアノ・ソナタやピアノ曲はドゥシークも手懸けており、とりわけフランス革命やナポレオン戦争にからんだものが注目されている。

### ロマン派音楽
標題音楽はとりわけロマン派音楽に於いて花開した。
エクトル・ベルリオーズの『幻想交響曲』は、作曲者自らが練り上げた、感情面が誇張された恋愛物語を音楽に書き換えたものだった。フランツ・リストは、明快に標題的なピアノ曲を数多く発表しているが、実のところ交響詩の創始者でもあった。モデスト・ムソルグスキーのピアノ曲『展覧会の絵』（1874年）は、モーリス・ラヴェルの編曲によって管弦楽曲として有名になったが、亡き友の遺業を偲んでその絵画やスケッチを音楽に移し替えただけでなく、「プロムナード」楽章において、ピアノのダイナミックレンジの広さを恃みに、画廊を見て回る作曲者自身の心情の変化も再現されている。老練な作曲家のカミーユ・サン＝サーンスは、「音詩」とよばれる標題音楽をいくつか手懸け、なかでも管弦楽のための『死の舞踏』や室内オーケストラのための『動物の謝肉祭』が有名である（ちなみに後者には前者のパロディさえ含まれている）。ほかにフランスの有名な交響詩に、ゲーテの寓話に基づくポール・デュカの交響的バラード『魔法使いの弟子』がある。
標題音楽の分野で音楽による描写におそらく最も長けていたのは、リヒャルト・シュトラウスであろう。シュトラウスはまた、「音楽は何だって表現できる。たとえばティースプーンでさえも」と豪語していたとしばしば伝えられている。シュトラウスの代表的な交響詩に、『ドン・ファン』（古いプレイボーイ伝説に基づく）や『死と浄化』（死にゆく男が昇天するまでが描かれる）、『ティル・オイレンシュピーゲルの愉快ないたずら』（ティル・オイレンシュピーゲル伝説に基づきその活躍が描かれるだけでなく、「今は昔」の前口上まで音楽に移されている）、『英雄の生涯』（作曲者自身である無名の英雄の生涯の描写で、旧作の引用を含む）がある。シュトラウスはまた、ベルリオーズ以降で屈指の標題交響曲の作曲家でもあり、自身の家庭や夫婦生活を描いた『家庭交響曲』（赤ん坊を寝かしつける場面の音楽が有名）や、自然の威容と美観を描いた『アルプス交響曲』は重要である。弦楽合奏のための『メタモルフォーゼン』は、隠された主題に基づく変奏曲であり、描写性のない絶対音楽であるにもかかわらず、さまざまな引用楽句の存在や、曲末の「追悼」という一語によって、標題的な性格も否定されてはいない。エドワード・エルガーの管弦楽のための『エニグマ変奏曲』も、同じく秘められた「エニグマ（謎の）主題」による変奏曲であるが、これは各変奏が作曲者の知人や友人の音楽的肖像であることまでは解明されている。

### 現代音楽と標題音楽
アルバン・ベルクの『弦楽四重奏のための抒情組曲』は長年、絶対音楽であると看做されてきた。だが、1977年にジョージ・パールによって、元来この作品は愛人ハンナ・フックス＝ロベッティンに献呈されていたように、恋愛がらみの標題が秘められていたことが明らかにされた。重要なライトモティーフの一つは、ドイツ音名で A - B - H - F という音列であるが、明らかにベルクとハンナの頭文字を合体させたものにほかならない。あまつさえ終楽章には、シャルル・ボードレールの『深キ淵ヨリワレハ叫ビヌ』に曲付けされた声楽パートが存在していたが、出版に向けて作曲者自身によって、それは無かったことにされたのである。

## 註
1. ↑  http://www.encyclopedia.com/html/p1/progrmus.asp
2. ↑   http://www.essentialsofmusic.com/composer/vivaldi.html
3. ↑   http://www.apollosfire.org/program_notes/prog_note_Beet_Schub.htm
4. ↑  “Richard Strauss Biography”. 2006年4月26日閲覧。
5. ↑   Perle, George (1985). The Operas of Alban Berg: Volume Two, Lulu. California: University of California Press. pp. 18-29. ISBN 0-520-06616-2
6. ↑  http://www.amazon.com/exec/obidos/tg/detail/-/B0000AN4FJ